# Quartier IX (Turku)
Quartier IX - Länsiranta (finnois : IX kaupunginosa) ou rive Ouest (finnois : Länsiranta) est un quartier de Turku en Finlande.

## Description
Le quartier est situé sur la rive ouest du fleuve Aura, entre Kakolanmäki et le port de Turku. Il héberge de nombreux musées comme le forum Marinum et des services culturels tels que le conservatoire de Turku et la salle Sigyn.